# Vessióloie (Krasnodar)
|  | Per a altres significats, vegeu «Vessióloie». |

Vessióloie - Весёлое (rus) - és un poble del krai de Krasnodar, a Rússia. Es troba a la vora dreta del riu Psou, que fa de frontera entre Rússia i Abkhàzia, a 29 km al sud-est de Sotxi i a 198 km al sud-est de Krasnodar, la capital.
Pertany al municipi de Níjniaia Xílovka.